# Gościszka-Baraki
Gościszka-Baraki – wieś w Polsce położona w województwie mazowieckim, w powiecie żuromińskim, w gminie Kuczbork-Osada.
W latach 1975–1998 miejscowość administracyjnie należała do województwa ciechanowskiego.